# 마르슈앙파멘

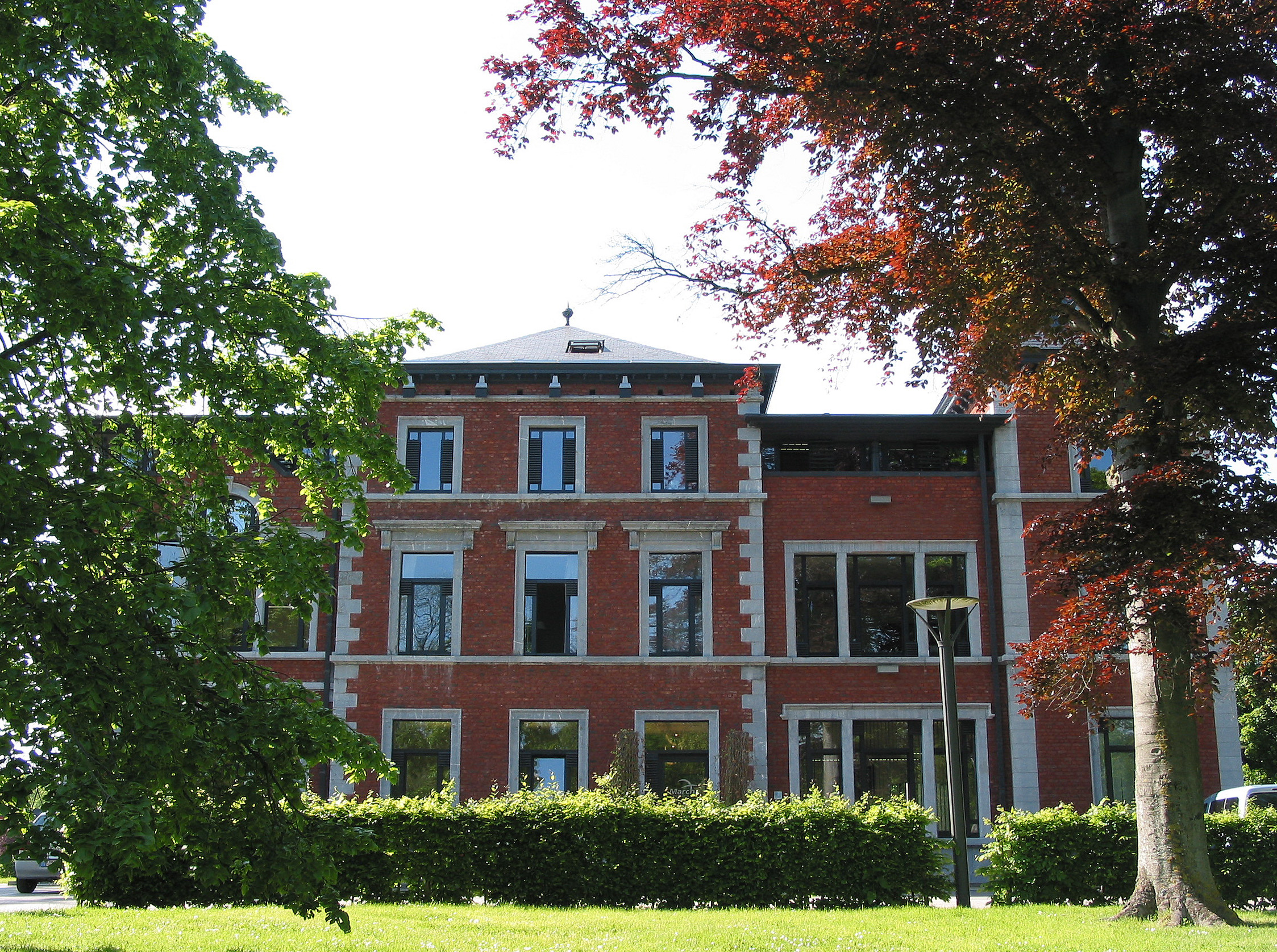
마르슈앙파멘 시청

마르슈앙파멘(프랑스어: Marche-en-Famenne)은 벨기에 왈롱 뤽상부르주에 위치한 도시로 면적은 121.40km2, 인구는 17,419명(2013년 1월 1일 기준), 인구 밀도는 140명/km2이다.

시 문장